# Beinamar
Beinamar este un oraș din Ciad, reședința departamentului Dodjé din regiunea Logone Occidental.
Orașul se găsește la o altitudine de 457 m deasupra nivelului mării  și are o populație de 7445 locuitori. 
Cele mai apropiate aeroporturi sunt Murtala Mohammed International Airport, în Lagos, Nigeria, la 1349 km, și Kotoka International Airport, în Accra, Ghana, la 1747 km. 